# 1990 في الإكوادور
فيما يلي قوائم الأحداث التي وقعت خلال عام 1990 في الإكوادور.

## رياضة
- 1 يناير – الدوري الإكوادوري لكرة القدم 1990 الفائز إل. دي. يو. كيتو.

## مواليد

### فبراير
- 15 فبراير – فيدل مارتينيز لاعب كرة قدم إكوادوري.
- 20 فبراير – جيفرسون لارا لاعب كرة قدم إكوادوري.
- 22 فبراير – إدواردو بون لاعب كرة قدم إكوادوري.

### مارس
- 1 مارس – كارلوس غارسيس لاعب كرة قدم إكوادوري.
- 27 مارس – جيفرسون بينتو لاعب كرة قدم إكوادوري.

### أبريل
- 7 أبريل – أندريا بيريز بينيا

### مايو
- 4 مايو – إيرينا فالكوني لاعبة كرة مضرب أمريكية.
- 28 مايو – خوليو أنجولو لاعب كرة قدم إكوادوري.

### يونيو
- 1 يونيو – ميلر بولانيوس لاعب كرة قدم إكوادوري.
- 4 يونيو – إريكا تشافيز منافِسة أوليمبية إكوادورية.
- 20 يونيو – خوسيه كوينتيرو لاعب كرة قدم إكوادوري.

### أكتوبر
- 8 أكتوبر – أرتورو مينا لاعب كرة قدم إكوادوري.
- 23 أكتوبر – كارلوس فيرود لاعب كرة قدم إكوادوري.

## وفيات

### يونيو
- 7 يونيو – ألفريدو بوفيدا (مواليد 1926) سياسي إكوادوري.